# Charles Sumner Frost
Charles Sumner Frost (31 mai 1856- 11 décembre 1931) est un architecte américain qui connut une certaine notoriété dans le Midwest et fut élu Fellow de l'American Institute of Architects. Il dessina entre autres le Maine State Building (en), de l'Exposition universelle de 1893 (World's Columbian Exposition) et les bâtiments de la jetée Navy à Chicago en 1914.

## Biographie

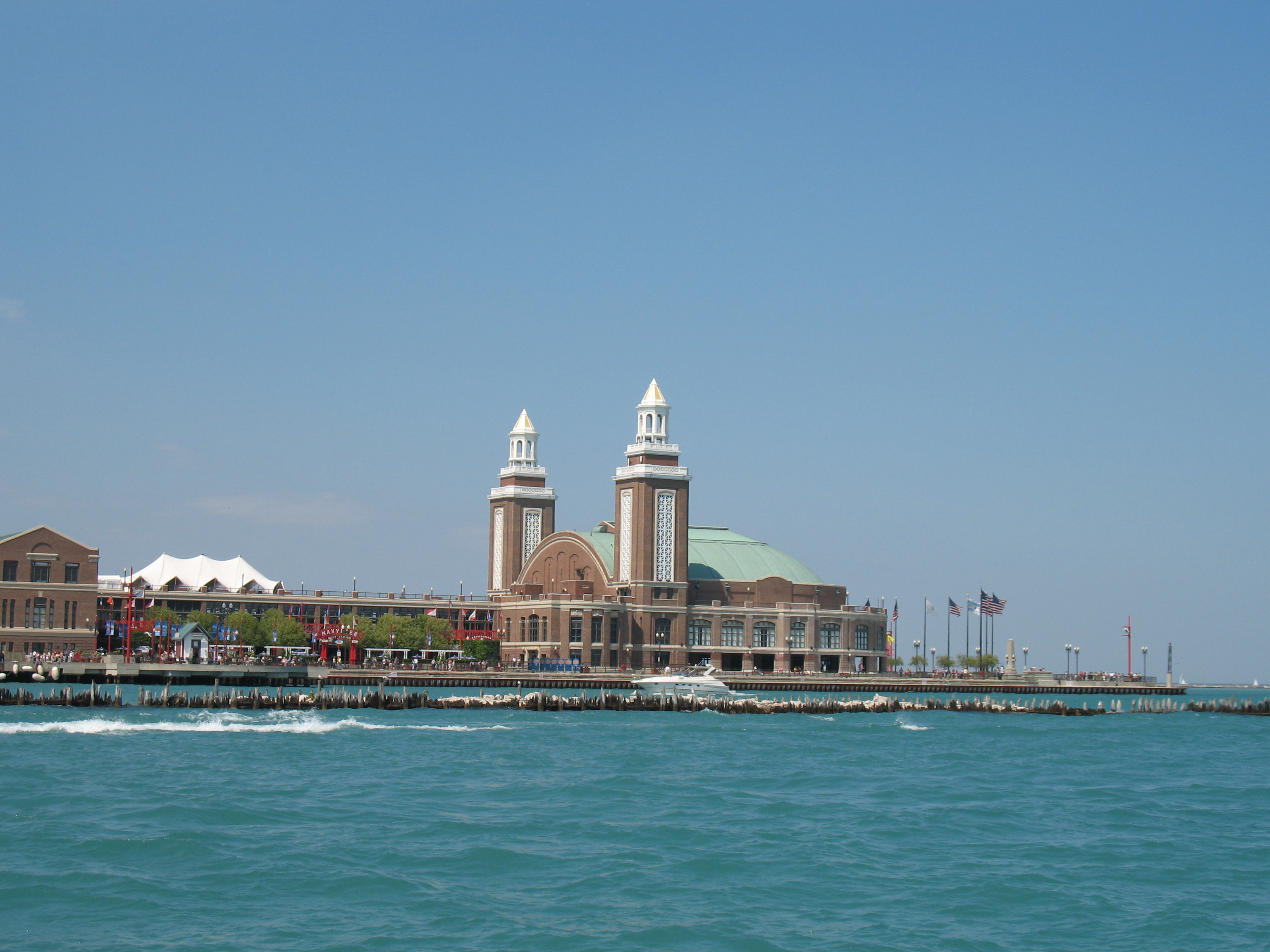
La jetée Navy de Chicago réalisé en 1914 sur les plans de Frost.

Né à Lewiston dans le Maine, il est le fils aîné d'Albert Ephraim et Eunice M. (Jones). Il fait ses études au Massachusetts Institute of Technology avant de travailler à Chicago. En 1882, il s'associe avec Henry Ives Cobb et fonde le bureau d'architectes Cobb & Frost. Dès 1889, il travaille seul pendant quelques années avant de s'associer pour former le bureau Frost & Granger, qui existe jusqu'en 1911. Il travaille ensuite seul jusqu'à la fin de sa carrière professionnelle. Charles Frost meurt à Chicago le 11 décembre 1931.

## Sources bibliographiques
- Charles Sumner Frost in Louis Clinton Hatch, Maine; a history. New York, The American historical society, 1919. (OCLC 1101997)
- David J. Leider, The Frost and Granger-inspired Wisconsin Central depots, Waukesha, Wis. : Soo Line Historical and Technical Society, 2006. (OCLC 180204248)
- Frost, Charles S. in Adolf K. Placzek, Macmillan encyclopedia of architects, London : Collier Macmillan, 1982.  (ISBN 9780029250006)